# Ofensywa turecka w Iraku (2008)
Ofensywa turecka w Iraku (2008) – akcja zbrojna tureckiej armii, pod kryptonimem "Operacja słońce" (tur.:Güneş Harekâtı), przeprowadzona w dniach 21-29 lutego 2008, wymierzona przeciwko niepodległościowej organizacji Partii Pracujących Kurdystanu.
Ofensywa lądowania była poprzedzona bombardowaniami prowadzonymi od 16 grudnia 2007 na obozy treningowe PKK.
Było to pierwsze wtargniecie obcych sił lądowych na terytorium Iraku od inwazji w 2003 roku.

## Geneza konfliktu
Powstała w latach 70. XX w. organizacja Abdullaha Öcalana – Partia Pracujących Kurdystanu, od 1984 roku prowadzi zbrojną walkę z Turcją. 
W tym konflikcie, w którym turecka armia odpowiadała bombardowaniem całych wiosek, zginęło ponad 30 tysięcy osób. Bezpośrednią przyczyna operacji były powtarzające się ataki w prowincji Hakkari przy granicy z Irakiem. W październiku 2007 roku, PKK zabiła w dwóch atakach partyzanckich 27, a porwała kolejnych 8 tureckich żołnierzy. Stało się to bezpośrednią przyczyną do ofensywy na terytorium irackiego Kurdystanu, gdzie zlokalizowane były bazy rebeliantów.

## Naloty tureckie w zimie 2007 roku
Turcja rozpoczęła swoje pierwsze naloty 16 grudnia 2007. Zaatakowano 200 obiektów w irackim Kurdystanie, w tym trzy ośrodki dowodzenia i 14 składów uzbrojenia. Wojsko tureckie oświadczyło, że podczas pierwszego zmasowanego nalotu, zginęło od 150 do 175 separatystów. W całej operacji brało w sumie 50 myśliwców. 
18 grudnia 2007 około 500 żołnierzy weszło na niezamieszkane tereny Kurdystanu i przesunęło się o kilka kilometrów w głąb kraju.
W dniach 22-23 grudnia 2007 tureckie myśliwce F-16 zbombardowały obszar na północy Iraku. Według kurdyjskich sił bezpieczeństwa w Iraku rajd nie spowodował żadnych ofiar. Natomiast turecka armia poinformowała, że jest zbyt wcześnie, by podać bilans operacji. Według władz Turcji zaatakowane zostały tylko "ważne pozycje organizacji terrorystycznej" – Partii Pracujących Kurdystanu (PKK).
Nalot trwał około pół godziny. Bezpośrednio po nim nastąpił ostrzał z terytoriów Turcji. Nie sprecyzowano, na jaką odległość wleciały tureckie samoloty, ani jakie dokładnie rejony zostały ostrzelane. Ambasada USA w Ankarze poinformowała, że została powiadomiona o akcji przed jej rozpoczęciem.
26 grudnia 2007 turecki Sztab Generalny poinformował o nalocie tureckich samolotów wojskowych na osiem baz PKK w północnym Iraku. Atak trwał około godziny w górzystym regionie przygranicznym Dahu. Rzecznik peszmermingów poinformował, że nalot nie spowodował ofiar.
Według tureckich wojskowych 4 lutego 2008 ataki tureckich odrzutowców myśliwskich dosięgły prawie 70 celów separatystów w północnym Iraku.
Przywódca regionu kurdyjskiego na północy Iraku, Masud Barzani wezwał Ankarę do zaprzestania ataków. 
Minister spraw zagranicznych Iraku Hosziar Zebari, który jest jednocześnie członkiem kurdyjskiej Partii Demokratycznej (KDP), wyraził obawę, że "jednostronne działania" mogą zaszkodzić wspólnym interesom Iraku i Turcji. 
Według tureckiego Sztabu Generalnego, w sumie 300 bojowników PKK zginęło w wyniku bombardowań.

## Operacja Słońce

### Wstęp
21 lutego 2008 Turcja rozpoczęła ataki lotnicze oraz ostrzał artyleryjski na pozycje PKK w północnym Iraku.
Ostrzał pozycji bojowników trwał 8 godzin. Minister spraw zagranicznych Iraku, Hosziar Zebari poinformował, że nic nie wie o tureckim ataku.

### Ofensywa lądowa

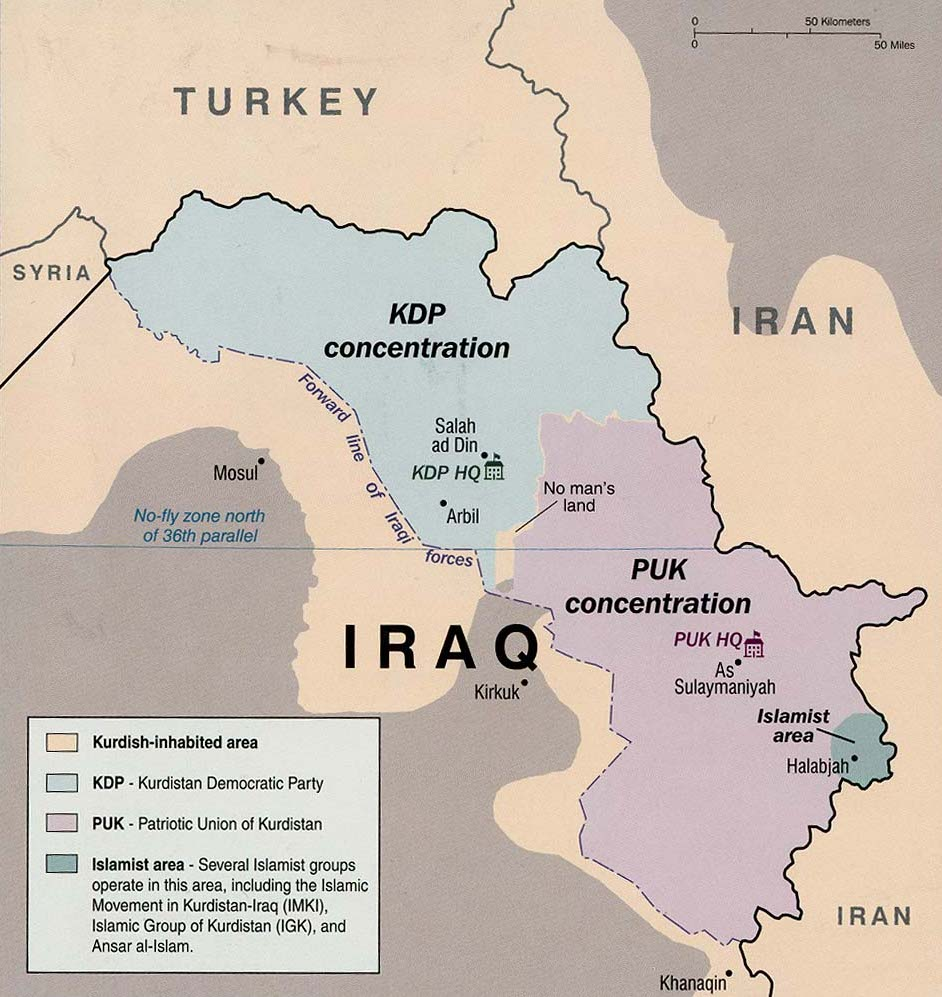
Mapa irackiego kurdystanu

Atak rozpoczął się 21 lutego 2008. Siły tureckie, oceniane na 10 000 żołnierzy, wkroczyły na 10 km w głąb Iraku.
Według irackiego ministra spraw zagranicznych na terytorium Iraku miały wkroczyć 60 czołgów, lecz już następnego dnia niektóre z nich miały być zawrócone za granicę. Rząd iracki ogłosił, że wojska tureckie nie przekroczyły granicy irackiej, na głównym przejściu granicznym – moście na rzece Chabur.
24 lutego 2008 PKK ogłosiła, że zestrzeliła śmigłowiec tureckiej armii AH-1 Cobra. Turcja dzień później potwierdziła stracenie śmigłowca. 25 lutego 2008, wojska tureckie wkroczyły na 20 km w głąb Iraku, jednocześnie ogłaszając zniszczenie siedmiu obozów terrorystycznych. Tego samego dnia wybuchły ciężkie walki przy wejściu do doliny rzeki Zap. Walki skoncentrowały się na strategicznych wzgórzach, z których można kontrolować wejście do doliny. Zgodnie z oświadczaniem tureckiej armii, co najmniej 21 bojowników zginęło w walkach na wzgórzu. Siły tureckie straciły dwóch żołnierzy.
W następnych dniach tureckie bombowce zaatakowały kryjówki PKK w górach Siladze, w międzyczasie wojska lądowe napotkały silny opór w prowincji Haftanin.
Turecka armia wycofała się z Iraku 29 lutego 2008 oświadczając, że operacja zakończyła się sukcesem, jednocześnie zaprzeczając, jakoby wycofanie było spowodowane presją ze strony Stanów Zjednoczonych.
Dowództwo sił tureckich jednocześnie ostrzegło, że podobna ofensywa może być powtórzona, jeśli zajdzie taka potrzeba.

## Ofiary i straty
Według tureckiego Sztabu Generalnego, w sumie 272 lotnicze i 517 naziemne cele zostały zniszczone w trakcie operacji, m.in. 290 schronów, 11 stanowisk łączności, 6 ośrodków szkoleniowych, 23 obiekty logistyczne, 18 środków transportu, 40 dział lekkiej artylerii i 59 działek przeciwlotniczych. Strona turecka twierdzi, że zabiła ok. 230 bojowników PKK oraz trzech pojmała podczas operacji naziemnych. Po stronie tureckiej zginęło 27 żołnierzy i 3 strażników wsi.
Poprzedzające ofensywę lądową, akcje lotnicze, prowadzone od 16 grudnia 2007 do 21 lutego 2008, zabiły 300 bojowników PKK.
PKK zakwestionowało informacje przekazane przez Turcję, twierdząc, że zginęło co najmniej 27 tureckich żołnierzy, jednocześnie siły PKK miały stracić 9 bojowników.

## Dalsze walki
Turcja nadal sporadycznie ostrzeliwała Kurdystan. W okresie od 24 marca 2008 do końca marca tr., co najmniej 15 rebeliantów zostało zabitych w północnym Iraku.
W dniach 25-26 kwietnia 2008 roku tureckie siły powietrzne zbombardowały bazy PKK prowincjach Zap, Avasin-Basyan i Hakurku. Był to największy atak od czasu zakończenia „Operacji słońce”.
1 maja 2008 roku co najmniej 30 tureckich odrzutowców zbombardowało obozy PKK w północnym Iraku. Operacja rozpoczęła się tuż przed północą i była kontynuowana w piątek, 2 maja 2008. Według źródeł tureckich wojskowych, atakowane cele, były oddalone od cywilnych osiedli.
Dowództwo tureckich sił zbrojnych poinformowało o nalotach przeprowadzonych w nocy z piątku na sobotę na kryjówki rebeliantów kurdyjskich w południowo-wschodniej Turcji. Zginęło co najmniej 19 partyzantów.
10 maja 2008 dowództwo armii tureckiej poinformowało, że w nocy samoloty zbombardowały obszary rolnicze wzdłuż granicy z Irakiem. Była to odpowiedź na atak około 50 rebeliantów na posterunek wojskowy w prowincji Hakkari, podczas którego zginęło 2 żołnierzy.

## Reakcja Kurdów
Rząd Kurdyjskiego Okręgu Autonomicznego potępił działania tureckie i wezwał do natychmiastowego wycofania wojsk. Zaproponował natychmiastowe rozmowy między Turcja, USA, rządem irackim i przywódcami regionalnymi.
Rząd Iraku opublikował 26 lutego 2008 oświadczenie potępiające naruszenie granic kraju przez wojska tureckie i żądające od Ankary natychmiastowego wycofania żołnierzy.Turcja zareagowała wysłaniem do Bagdadu specjalnego emisariusza, będącego doradcą tureckiego premiera ds. polityki zagranicznej, Ahmeta Davutoğlu, mającego na miejscu wyjaśnić cele ofensywy.